# Tiếng Warao
Tiếng Warao (còn gọi là Guarauno, Guarao, Warrau) là ngôn ngữ bản địa của người Warao. Đây là một ngôn ngữ tách biệt, được nói bởi khoảng 28.000 người chủ yếu ở bắc Venezuela, Guyana và Suriname. Ngôn ngữ này có cấu trúc bổ–chủ–động đáng chú ý. Gone with the River (2015) là một bộ phim tiếng Warao.

## Tình trạng
Ước tính có 28.100 người nói tiếng Warao ở Venezuela vào thời điểm năm 2007. Người Warao cư ngụ chủ yếu tại vùng châu thổ Orinoco miền đông bắc Venezuela, với những cộng đồng nhỏ tại tây nam Trinidad (Trinidad và Tobago), Guyana và Suriname.

## Ngữ pháp
Cấu trúc câu cơ sở của tiếng Warao được xác định là tân–chủ–động, một cấu trúc rất hiếm ở một ngôn ngữ danh cách-đối cách như tiếng Warao.

### Ngữ âm
Hệ thống phụ âm tiếng Warao nói chung đơn giản:
|          | Môi | Chân răng | Vòm | Ngạc mềm | Ngạc mềm | Thanh hầu |
| plain    | Môi | Chân răng | Vòm | môi hóa  |          | Thanh hầu |
| -------- | --- | --------- | --- | -------- | -------- | --------- |
| Tắc      | p   | t         |     | k        | kʷ       |           |
| Xát      |     | s         |     |          |          | h         |
| Mũi      | m   | n         |     |          |          |           |
| Vỗ       |     | ɾ         |     |          |          |           |
| Tiếp cận |     |           | j   |          | w        |           |

/b/ và /d, l̆/ lần lượt là tha âm của /p/ và /ɾ/. Có năm nguyên âm miệng /a, ɛ, i, ɔ, u/ và năm nguyên âm mũi /ã, ẽ, ĩ, õ, ũ/. /u/ khi đứng sau /k/ ở đầu từ thì trở thành /ɨ/.

## Phân loại
Tiếng Warao hiện được coi là một ngôn ngữ tách biệt, không liên quan đến ngôn ngữ nào cả. Terrence Kaufman (1994) xếp nó vào hệ ngôn ngữ giả thuyết Đại Paez, nhưng chưa có bằng chứng nào ủng hộ cho sự tồn tại của hệ này. Julian Granberry liên đới nhiều ngữ vị ngữ pháp, như hậu tố danh và động từ, của tiếng Warao với của tiếng Timucua miền Bắc Florida, mà cũng hiện được coi là ngôn ngữ tách biệt. Tuy vậy, ông cũng kết nối hình vị tiếng Timucua với của hệ Muskogee, Chibcha, Paez, Arawak, và nhiều ngôn ngữ vùng Amazon khác. Những liên kết và phỏng đoán này nhận sự hoài nghi và Lyle Campbell cho rằng chúng "chẳng thể nào có sức thuyết phục".
Granberry cũng ghi nhận từ vựng gốc gác tiếng Warao trong tiếng Guajiro (từ nghiên cứu địa danh, nhiều khả năng người Warao hoặc một tộc liên quan từ sống ở xứ Guajiro) và trong tiếng Taino (ví dụ nuçay/nozay [nosái] "kim loại vàng" — so sánh naséi símo "kim loại vàng" (nghĩa đen "sỏi vàng") tiếng Warao — và duho "công cụ làm lễ" — duhu "ngồi, công cụ" tiếng Warao). Granberry & Vescelius (2004), từ bằng chứng địa danh, gợi ý rằng tiếng Macorix ở Hispaniola và tiếng Guanahatabey ở Cuba có quan hệ với tiếng Warao.